# ألينا كانيشيفا
ألينا كانيشيفا (الروسية: Алёна Дмитриевна Канышева) هي راقصة جليدية روسية. ولدت في 15 يونيو 2005 في موسكو، روسيا.

## روابط خارجية
- ألينا كانيشيفا على موقع الاتحاد الدولي للتزلج (الإنجليزية)